# Linton Townes
Linton Rodney Townes (Richmond, 30 novembre 1959) è un ex cestista statunitense, professionista nella NBA e in Europa.

## Carriera
Venne selezionato dai Portland Trail Blazers al secondo giro del Draft NBA 1982 (33ª scelta assoluta).

## Palmarès

### Squadra
- Campionato spagnolo: 1

Real Madrid: 1985-86
- Campionato tedesco: 1

Saturn Colonia: 1986-87
- Copa del Rey: 2

Real Madrid: 1986
Manresa: 1996
- Liga catalana: 1

Manresa: 1997

### Individuale
- All-CBA Second Team (1985)